# Kronologija Asirije
Kronologija Asirije u povijesnoj je znanosti temelj za određivanje kronologije čitave Mezopotamije, a kronologija Bliskog istoka, uključujući Anatoliju, Siriju i Palestinu, te drevni Egipat određuje se prema kronologiji Mezopotamije.

## Pomrčina sunca 763. pr. Kr.
Razlog je tome precizan datum što ga imamo za asirsku povijest, zahvaljujući tamošnjem astronomskim promatranjima. Taj datum je jutro 15. lipnja 763. pr. Kr., kad je došlo do pomrčine sunca. Ovaj je događaj zabilježen u asirskim dokumentima koji slijede relativnu kronologiju. Uz pomoć toga datuma, moglo se utvrditi apsolutne datume i ostalih događaja asirske povijesti za cijelo 1. tisućljeće pr. Kr.